# ارمیاس سیستانی
ارمیاس سیستانی یا ارمیاس نواردار Eremias fasciata (که معمولاً به عنوان تیزروی سیستانی شناخته می‌شود)، گونه‌ای از سوسمارها است که در ایران، افغانستان و پاکستان یافت می‌شود.